# Cerdanyola del Vallès
Cerdanyola del Vallès est une commune de la province de Barcelone, en Catalogne, en Espagne, de la comarque de Vallès Occidental

## Géographie
Commune située dans l'Àrea Metropolitana de Barcelona

## Politique et administration
La ville de Cerdanyola del Vallès comptait 57 740 habitants aux élections municipales du 26 mai 2019. Son conseil municipal (en espagnol : Pleno del Ayuntamiento) se compose donc de 25 élus.
Depuis les premières élections municipales démocratiques de 1979, la ville a toujours été dirigée par des maires de gauche et de centre gauche, principalement issus du Parti des socialistes de Catalogne (PSC).

### Maires
| Mandat    | Maire | Maire                                       | Parti | Majorité |
| --------- | ----- | ------------------------------------------- | ----- | -------- |
| 1979-1983 |       | Celestino Sánchez (ca)                      | PSC   | 8 / 21   |
| 1983-1987 |       | Celestino Sánchez (ca)                      | PSC   | 16 / 25  |
| 1987-1991 |       | Celestino Sánchez (ca)                      | PSC   | 14 / 25  |
| 1991-1995 |       | Celestino Sánchez (ca)                      | PSC   | 15 / 25  |
| 1995-1999 |       | Celestino Sánchez (ca) Cristina Real (1997) | PSC   | 11 / 25  |
| 1999-2003 |       | Cristina Real                               | PSC   | 13 / 25  |
| 2003-2007 |       | Antoni Morral (ca)                          | IC-V  | 7 / 25   |
| 2007-2011 |       | Antoni Morral (ca)                          | IC-V  | 9 / 25   |
| 2007-2011 |       | Carme Carmona (ca)                          | PSC   | 10 / 25  |
| 2011-2015 |       | Carme Carmona (ca)                          | PSC   | 7 / 25   |
| 2015-2019 |       | Carles Escolà (ca)                          | CpC   | 5 / 25   |
| 2019-2023 |       | Carlos Cordón (ca)                          | PSC   | 9 / 25   |
| 2023-2027 |       | Carlos Cordón (ca)                          | PSC   | 14 / 25  |

## Démographie
| 1717 | 1717 | 1857 | 1877 | 1887 | 1900 | 1910  | 1920  | 1930  | 1940  | 1950  | 1960  | 1970   | 1981   |
| ---- | ---- | ---- | ---- | ---- | ---- | ----- | ----- | ----- | ----- | ----- | ----- | ------ | ------ |
| 188  | 284  | 574  | 722  | 948  | 928  | 1 032 | 1 351 | 3 026 | 3 496 | 4 007 | 6 455 | 19 945 | 51 173 |

| 1990   | 1992   | 1994   | 1996   | 1998   | 2000   | 2002   | 2004   | 2006   | 2008   | 2010   | 2012 | 2014   |
| ------ | ------ | ------ | ------ | ------ | ------ | ------ | ------ | ------ | ------ | ------ | ---- | ------ |
| 56 497 | 56 932 | 59 263 | 50 503 | 51 305 | 52 778 | 54 404 | 56 065 | 57 959 | 58 493 | 58 407 |      | 57 402 |

## Lieux et monuments
Sur la commune, à l'ouest de Cerdanyola, se situe le campus de l'université autonome de Barcelone (UAB).
Elle abrite notamment le synchrotron ALBA (ca) situé dans le Barcelona Synchrotron Park, et la célèbre école Carles Buïgas.
Le Musée d'art de Cerdanyola, connu pour sa collection moderniste, est situé dans la ville.
Le site archéologique du village ibérique de Ca n'Oliver.

## Personnalités
- Carles Buïgas (1898-1979), architecte[2].